# 수소화 우라늄
수소화 우라늄은 다음 화합물을 말한다.
- 수소화 우라늄(III), UH3
- 수소화 우라늄(IV), UH4

| Disambiguation icon | 이 문서는 명칭이 같은 여러 화합물을 연결하는 색인 문서입니다. |